# Richard Price (scénariste)
Pour les articles homonymes, voir Richard Price (homonymie) et Price.
Richard Price, né le 12 octobre 1949 dans le Bronx, à New York (États-Unis), est un écrivain, scénariste, acteur et producteur de cinéma américain.

## Biographie
Se décrivant comme « un Juif de la classe moyenne », il naît dans le Bronx et grandit dans un logement social du Nord-Est.
Il fait des études supérieures à l'Université Cornell. Il décroche ensuite une maîtrise en création littéraire à l'Université Columbia. Il a ultérieurement enseigné l'écriture aux universités Yale, de New York et Columbia.
À partir de 1978, il devient scénariste à Hollywood et signe les scripts de plusieurs films, dont La Couleur de l'argent (The Color of Money) réalisé par Martin Scorsese en 1986.
En littérature, il est l'auteur de plusieurs romans, dont deux sont « consacrés au Bronx, son quartier natal, Les Seigneurs (The Wanderers, 1974), qui décrit l'univers des gangs, et Frères de sang (Bloodbrothers, 1976), l'âpre chronique d'une famille italienne ». Le premier roman est adapté au cinéma par Philip Kaufman sous le titre Les Seigneurs (The Wanderers) en 1979 et Richard Price y joue le petit rôle d'un des caissiers du bowling.
En 1992, il publie Clockers, un roman traitant du racisme, dont il signe le scénario du film homonyme avec le réalisateur Spike Lee en 1995. Il adapte également son roman Ville noire, ville blanche (Freedomland, 1998), qui traite aussi du racisme, pour le film La Couleur du crime (Freedomland), réalisé par Joe Roth en 2006, avec Julianne Moore et Samuel L. Jackson.

## Filmographie

### comme scénariste
- 1986 : La Couleur de l'argent (The Color of Money) de Martin Scorsese
- 1986 : Streets of Gold
- 1987 : Bad (Clip de Michael Jackson)
- 1988 : Arena Brains
- 1989 : New York Stories
- 1989 : Mélodie pour un meurtre (Sea of Love)
- 1992 : La Loi de la nuit (Night and the City)
- 1993 : Mad Dog and Glory
- 1995 : Kiss of Death
- 1996 : La Rançon (Ransom)
- 2000 : Shaft
- 2006 : La Couleur du crime (Freedomland)
- 2014 : Child 44 de Daniel Espinosa

### comme acteur
- 1979 : Les Seigneurs (The Wanderers) : Bowling Bankroller
- 1986 : La Couleur de l'argent (The Color of Money) : Guy Who Calls Dud
- 1988 : Arena Brains : The Critic
- 1989 : New York Stories : Artist at Opening
- 1992 : La Loi de la nuit (Night and the City) : Doctor
- 1993 : Flingueur et glory (Mad Dog and Glory) : Detective in Restaurant
- 1995 : Kiss of Death : City Clerk
- 1996 : La Rançon (Ransom) : Detective #1

### comme producteur
- 1993 : Flingueur et glory (Mad Dog and Glory)
- 1993 : Ethan Frome
- 1995 : Kiss of Death
- 1995 : Clockers

## Œuvre littéraire

### Romans
- The Wanderers (1974) Publié en français sous le titre Les Seigneurs, Paris, Presses de la Cité, 2005 (ISBN 2-258-06726-X)
- Bloodbrothers (1976) Publié en français sous le titre Frères de sang, Paris, Presses de la Cité, 2010 (ISBN 978-2-258-08552-7) ; réédition, Paris, 10/18, coll. « Domaine policier » no 4479, 2011  (ISBN 978-2-264-05414-2)
- Ladies' Man (1978) Publié en français sous le titre Le Tombeur de Broadway, Paris, Presses de la Cité, 2022 (ISBN 978-2-258-19160-0)
- The Breaks (1983) Publié en français sous le titre New York sera toujours là en janvier, Paris, Presses de la Cité, 2019 (ISBN 978-2-258-16200-6) ; réédition, Paris, 10/18, coll. « Domaine policier » no 5638, 2021  (ISBN 9782264078353)
- Clockers (1992) Publié en français sous le titre Clockers, Paris, Presses de la Cité, 1993 (ISBN 2-258-03621-6) ; réédition, Paris, 10/18, coll. « Domaine policier » no 4583, 2012  (ISBN 978-2-264-05412-8)
- Freedomland (1998) Publié en français sous le titre Ville noire, ville blanche, Paris, Presses de la Cité, 1998 (ISBN 2-258-05056-1) ; réédition, Paris, 10/18, coll. « Domaine étranger » no 3435, 2012  (ISBN 2-264-03160-3) ; réédition sous le titre La Couleur du crime, Paris, Presses de la Cité, 2006 (ISBN 2-258-07112-7)
- Samaritan (2003) Publié en français sous le titre Le Samaritain, Paris, Presses de la Cité, 2004 (ISBN 2-258-06216-0) ; réédition, Paris, 10/18, coll. « Domaine étranger » no 3774, 2005  (ISBN 2-264-04106-4)
- Lush Life (2008) Publié en français sous le titre Souvenez-vous de moi, Paris, Presses de la Cité, 2009 (ISBN 978-2-258-07737-9) ; réédition, Paris, 10/18, coll. « Domaine policier » no 4373, 2010  (ISBN 978-2-264-05102-8)
- The Whites (2015), signé du pseudonyme Harry BrandtPublié en français sous le titre The Whites, Paris, Presses de la Cité, 2016 (ISBN 978-2-258-11799-0)
- Lazarus Man (2024)

## Sources
: document utilisé comme source pour la rédaction de cet article.
- Claude Mesplède (dir.), Dictionnaire des littératures policières, vol. 2 : J - Z, Nantes, Joseph K, coll. « Temps noir », 2007, 1086 p. (ISBN 978-2-910-68645-1, OCLC 315873361), p. 571-572.